# Uribarri

Ubicació d'Uribarri

Uribarri és un districte de la ciutat de Bilbao. Té una superfície de 4,19 kilòmetres quadrats i una població de 39.369 habitants. Es divideix en els barris de Gazteleku, Matiko, Uribarri, Lorategi-hiri i Zurbaran i Arabella.

## Situació
Limita amb el districte de Deusto a l'oest, amb el d'Otxarkoaga-Txurdinaga a l'est, amb els de Begoña, Ibaiondo i Abando i amb els municipis de Derio, Zamudio i Loiu al nord.
Durant molts anys Uribarri va ser una zona de caserius escampats dependents de l'elizate de Begoña. Actualment, després de la urbanització derivada de la industrialització en els anys 60, molts dels seus carrers han adoptat noms d'antics caserius; per exemple, el carrer Trauku prové d'un caseriu situat en aquesta zona.

## Transport públic
- Bilbobus: línies per Uribarri:

| Línia | Recorregut                  | Freqüència (minuts)                   |
| ----- | --------------------------- | ------------------------------------- |
| 03    | Plaza Biribila - Otxarkoaga | 10´                                   |
| 13    | San Inazio - Txurdínaga     | 12´                                   |
| 22    | Sarrikue - Atxuri           | 15´ (cada 12´ de 12:30 a 15:00 hores) |
| 26    | Uribarri - Termibús         | 14´                                   |
| 27    | Arabella - Betolatza        | 15´                                   |
| 30    | Txurdínaga - Miribilla      | 15´                                   |
| 38    | Otxarkoaga - Termibús       | 15´                                   |
| 40    | Santutxu - Plaza Biribila   | 12´                                   |
| 48    | Santutxu - Lezeaga          | 15´                                   |
| 62    | Termibús - Arabella         | 20´                                   |
| A1    | Asunción - Plaza Biribila   | 60´                                   |
| A5    | Prim - Plaza Biribila       | 30'                                   |